# Matilda Lutz
Pour les articles homonymes, voir Lutz.
Matilda Lutz, née le 28 janvier 1992 à Milan, est une actrice et mannequin italienne.

## Biographie
Matilda est née à Milan, elle est la fille de Elliston Lutz et de Maria Licci. Elle a un frère aîné, Martin Perry Lutz et un demi-frère, Alexey Lutz.

### Vie privée
Elle est l'épouse de l'acteur italien Antonio Folletto, avec qui elle a un fils et une fille.

## Filmographie

### Cinéma

#### Longs métrages
- 2012 : Azzurrina de Giacomo Franciosa : Jenny
- 2013 : L'ultima ruota del carro (it) de Giovanni Veronesi : Francesca
- 2014 : Somewhere Beautiful d'Albert Kodagolian : Nanny
- 2015 : Mi chiamo Maya (it) de Tommaso Agnese : Niki / Maya
- 2016 : Summertime (L'estate addosso) de Gabriele Muccino : Maria
- 2016 : L'Universale (it) de Federico Micali : Alice
- 2017 : Le Cercle : Rings (Rings) de F. Javier Gutiérrez : Julia
- 2017 : Revenge de Coralie Fargeat : Jennifer
- 2018 : The Divorce Party (en) d'Hughes William Thompson : Katie
- 2021 : A Classic Horror Story de Roberto De Feo et Paolo Strippoli : Elisa
- 2021 : Zone 414 (en) d'Andrew Baird (en) : Jane
- 2022 : Coupez ! de Michel Hazanavicius : Ava / Chinatsu
- 2023 : Reptile de Grant Singer (en) : Summer Elswick
- 2024 : Magpie (en) de Sam Yates (en) : Alicia
- 2025 : Red Sonja de M. J. Bassett : Red Sonja

#### Courts métrages
- 2011 : The Lost Scent In D Minor de Lee Jinsoo : Jessica
- 2018 : Megan de Greg Strasz : Megan Paulson

### Télévision

#### Séries télévisées
- 2013 : Crossing Lines : Angela Conti
- 2014 - 2015 : Fuoriclasse : Barbara Pinaider
- 2018 : Les Médicis : Maîtres de Florence (Medici : Masters of Florence) : Simonetta Vespucci
- 2021 : Ils étaient dix : Nina Goldberg

## Distinctions

### Nominations
- 2018 : Fright Meter Awards de la meilleure actrice pour Revenge
- 2019 : CinEuphoria Awards de la meilleure actrice pour Revenge
- 2019 : CinEuphoria Awards de la meilleure distribution pour Revenge partagée avec Kevin Janssens · Vincent Colombe · Guillaume Bouchède · Jean-Louis Tribes